# Rochelle Hudson
Rochelle Hudson (Oklahoma City, 6 marzo 1916 – Palm Desert, 17 gennaio 1972) è stata un'attrice statunitense che iniziò a lavorare nel cinema negli anni trenta del XX secolo.

## Biografia
Nel 1931 vinse l'edizione di quell'anno del premio WAMPAS Baby Stars, un'iniziativa pubblicitaria promossa negli Stati Uniti dalla Western Association of Motion Picture Advertisers, che premiava ogni anno tredici ragazze giudicate pronte ad iniziare una brillante carriera nel cinema. 
Rochelle Hudson si sposò quattro volte. La prima con Charles Brust. Si sa poco del loro matrimonio che finì in un divorzio. Nel 1939, si risposò con Harold Thompson che era a capo del Dipartimento Storyline ai Disney Studios. Collaborò con il marito, incaricato di un lavoro di spionaggio per il governo degli Stati Uniti durante la seconda guerra mondiale: facendosi passare per una coppia in vacanza, indagarono per rilevare eventuali attività tedesche, trovando una fornitura di gas nascosta da agenti nemici nella California del sud. I due, comunque, divorziarono nel 1947.
Il suo terzo marito fu il giornalista sportivo del Los Angeles Times, Dick Irving Hyland, da cui divorziò due anni dopo il matrimonio. Il quarto fu un executive alberghiero, Robert Mindell. I due divorziarono nel 1971; questa ultima unione durò otto anni.
Nel 1972, Rochelle Hudson venne trovata morta nella sua casa al Palm Desert Country Club, uccisa da una polmonite provocata da una malattia del fegato.

## Riconoscimenti
- WAMPAS Baby Stars (1931)
- Hollywood Walk of Fame (Star of Motion Pictures; 6200 Hollywood Blvd.; February 8, 1960)
- Young Hollywood Hall of Fame (1930's)

## Filmografia parziale

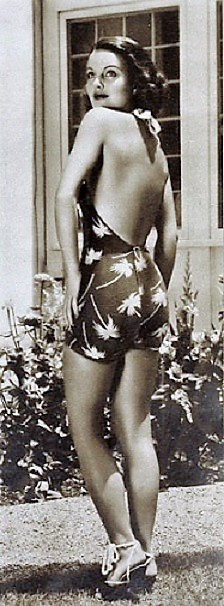
Rochelle Hudson nel 1937

### Cinema
- Beyond the Rockies, regia di Fred Allen (1932)
- Lady Lou (She Done Him Wrong), regia di Lowell Sherman (1933)
- Gli arditi del cinema (Lucky Devils), regia di Ralph Ince (1933)
- Selvaggi ragazzi di strada (Wild Boys of the Road), regia di William A. Wellman (1933)
- Bachelor Bait, regia di George Stevens (1934)
- Il giudice (Judge Priest), regia di John Ford (1934)
- Lo specchio della vita (Imitation of Life), regia di John M. Stahl (1934)
- Il grande Barnum (The Mighty Barnum), regia di Walter Lang (1934)
- La vita comincia a quarant'anni (Life Begins at Forty), regia di George Marshall (1935)
- Il sergente di ferro (Les Misérables), regia di Richard Boleslawski (1935)
- Cuori incatenati (Way Down East), regia di Henry King (1935)
- Riccioli d'oro (Curly Top), regia di Irving Cummings (1935)
- Sterminateli senza pietà (Show Them No Mercy!), regia di George Marshall (1935)
- Paradisi artificiali (Music Goes 'Round), regia di Victor Schertzinger (1936)
- Confini selvaggi (The Country Beyond), regia di Eugene Forde (1936)
- That I May Live, regia di Allan Dwan (1937)
- Mr. Moto Takes a Chance, regia di Norman Foster (1938)
- Tempesta sul Bengala (Storm Over Bengal), regia di Sidney Salkow (1938)
- Ragazze sperdute (Missing Daughters), regia di Charles C. Coleman (1939)
- Island of Doomed Men, regia di Charles Barton (1940)
- La signora di Broadway (Queen of Broadway), regia di Sam Newfield (1942)
- Gioventù bruciata (Rebel Without a Cause), regia di Nicholas Ray (1955)
- 5 corpi senza testa (Strait-Jacket), regia di William Castle (1964)
- Passi nella notte (The Night Walker), regia di William Castle (1964)
- La galleria degli orrori (Gallery of Horror), regia di David L. Hewitt (1967)

### Televisione
- Indirizzo permanente (77 Sunset Strip) – serie TV, episodio 3x28 (1961)
- Branded – serie TV, episodio 1x10 (1965)

## Doppiatrici italiane
- Marta Abba in Cuori incatenati
- Franca Dominici in Gioventù bruciata
- Dhia Cristiani in 5 corpi senza testa